# وست لیک سمامیش، بلویو، واشینگتن
وست لیک سمامیش (به انگلیسی: West Lake Sammamish) یک منطقهٔ مسکونی در ایالات متحده آمریکا است که در بلویو (واشینگتن) واقع شده‌است. وست لیک سمامیش ۸٫۹ کیلومتر مربع مساحت و ۵٬۹۳۷ نفر جمعیت دارد و ۹ متر بالاتر از سطح دریا واقع شده‌است.